# 도로헤도로
도로헤도로(일본어: ドロヘドロ)는 일본의 만화가인 하야시다 큐가 그린 일본의 만화 작품이다. 스피릿 증간 IKKI→월간 IKKI→히바나→소년 선데이(쇼가쿠칸)의 1호부터 2018년 10월호까지 연재되었고, 단행본으로는 23권으로 나왔다.

## 줄거리
인간과 마법사라는 종족들이 공존하는 가상의 세계를 배경으로, 기억을 잃은 채 어느 마법사에게 당해 머리가 파충류로 변해버린 남자 카이만이 식당 주인 니카이도와 함께 자신의 과거를 알아내고 원래 모습을 되찾기 위해 마법사들과 맞서는 내용이 기본 줄거리이다.